# The Paramounts
The Paramounts waren eine britische Rockband und, in nahezu gleicher Besetzung, die Vorgängergruppe von Procol Harum.
Ihre erste Single erschien 1963 und war eine Version des seinerzeit sehr bekannten Songs Poison Ivy.
Im April 1964 begleitete die Band Jerry Lee Lewis bei einigen Konzerten in Großbritannien.
In diesen frühen Aufnahmen sind die Wurzeln von Procol Harum deutlich zu hören, speziell bei den Eigenkompositionen von Gary Brooker und Robin Trower wie It Won't Be Long. Neben Poison Ivy nahm die Gruppe im Laufe ihrer zweijährigen Plattenkarriere einige weitere Songs auf.
1967 fanden sich dann fast alle Musiker zur Gründung von Procol Harum zusammen.

## Mitglieder
- Gary Brooker (1945–2022), Keyboard und Gesang
- Robin Trower (* 1945), Gitarre
- Chris Copping (* 1945), E-Bass
- Graham „Diz“ Derrick (* 1944), E-Bass
- B. J. Wilson (1947–1990), Schlagzeug

## Diskografie

### Singles
alle veröffentlicht bei Parlophone
- 1963: Poison Ivy
- 1964: Little Bitty Pretty One
- 1964: I’m The One Who Loves You
- 1964: Bad Blood
- 1965: Blue Ribbons
- 1965: You Never Had It So Good

### EPs
- 1964: The Paramounts